# بنو سهم
بنو سهم هم بطن من بطون قريش وكان فيهم تحجير الأموال وهو تنظيم القربات والنذور التي تهدى إلى الأصنام وكذلك الفصل في الخصومات.

## نسبهم
- هم : بنو سهم بن عمرو بن هصيص بن كعب بن لؤي بن غالب بن فهر بن مالك بن النضر بن كنانة بن خزيمة بن مدركة بن إلياس بن مضر بن نزار بن معد بن عدنان.[1] وهم أخوة لبني جمح ويشكلون معاً بني هصيص لأنهم أبناء عمرو بن هصيص بن كعب.
- وأمهما: الألوف بنت عُدَي بن كعب القرشية.[2]

## أعلام من بني سهم
- العاص بن وائل السهمي، وأولاده:
  - الصحابي هشام بن العاص السهمي.
  - الصحابي عمرو بن العاص السهمي، وابنه:
    - الصحابي عبد الله بن عمرو بن العاص السهمي.
- الصحابي خنيس بن حذافة السهمي.
- الصحابي عبد الله بن حذافة السهمي.
- الصحابي قيس بن أبي العاص السهمي.
- الصحابي عبد الله بن الزبعرى السهمي.

## قتلهم الحيات والجن
كانت بنو سهم بن عمرو أعز أهل مكة وأكثره عددا وكانت لهم صخرة عند الجبل الذي يقال له مسلم فكانوا إذا أرادوا نادى مناديهم: يا صباحاه! ويقولون: أصبح ليل، فتقول قريش: ما لهؤلاء المشائيم ما يريدون؟ ويتشاءمون بهم، وكان منهم قوم يقال لهم بنو الغيطلة وكان الشرف والبغي فيهم وهي الغيطلة بنت مالك بن الحارث بن عمرو بن الصعق بن شنوق بن مرة بن عبد مناة بن كنانة من بني كنانة، تزوجها قيس بن سعد بن سهم فولدت له الحارث وحذافة، وكان فيهم العدو والبغي، قال: فقتل رجل منهم حية فأصبح ميتا على فراشه، قال: فغضبوا فقاموا إلى كل حية في تلك الدار فقتلوهن فأصبحوا موتى على فراشهم، فتتبعوهن في الأودية والشعاب فقتلوهن فأصبحوا وقد مات منهم بعدة ما قتلوا من الحيات، قال: فصرخ صارخ منهم: أبرزوا لنا يا معشر الجن! قال: فهتف هاتف من الجن فقال:
فنزعوا وكفوا. قال الكلبي: وفيهم نزلت: ﴿أَلْهَاكُمُ التَّكَاثُرُ ۝١ حَتَّى زُرْتُمُ الْمَقَابِرَ ۝٢﴾ [التكاثر:1–2] وقال ابن الخربوذ: جعلوا يعدون من مات منهم أيام الحيات وهذا قبل الوحي وذلك أنه وقع بينهم وبين عبد مناف بن قصي شر فقالوا: نحن أعد منكم، فجعلوا يعدون من مات منهم بالحيات فنزلت هذه الآية.